# Chrysometa muerte
Chrysometa muerte là một loài nhện trong họ Tetragnathidae.
Loài này thuộc chi Chrysometa. Chrysometa muerte được Herbert W. Levi miêu tả năm 1986.